# قنطيون إفريقي غلفيلاني
قنطيون أفريقي غلفيلاني (الاسم العلمي:Afrocanthium gilfillanii) هو نوع من النباتات يتبع جنس القنطيون الأفريقي من الفصيلة الفوية.